# Prosopocoilus katsurai
Prosopocoilus katsurai là một loài bọ cánh cứng trong họ Lucanidae. Loài này được Fujita mô tả khoa học năm 2011.